# Mohammad Kiavash

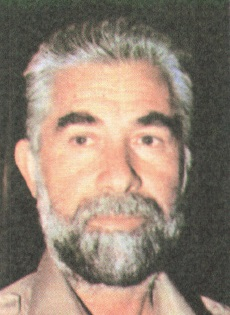
Mohammad Kiavash, 1979

Mohammad Alavi Tabar, auch bekannt als Kiavash, (* 1930 in Zanjan; † 10. März 2020) war ein iranischer Politiker.

## Leben und Wirken
Mohammad Alavi Tabar war ein Anhänger des juristischen Islam.
Er war zwischen 1980 und 1984 Mitglied des iranischen Parlaments und vertrat Ahvaz, zwischen 1984 und 1988 Abadan. Mohammad Alavi Tabar starb am 10. März 2020 an den Folgen einer SARS-CoV-2-Infektion. Seine Beerdigung fand am 12. März 2020 statt.